# Fexhe-le-Haut-Clocher
Fexhe-le-Haut-Clocher (en való Fexhe-å-Hôt-Clokî) és un municipi belga de la província de Lieja a la regió valona. Es troba a prop de l'aeroport de Lieja i de les autopistes de Lieja - Brussel·les i Lieja - Namur. Comprèn les viles de Fexhe(-le-Haut-Clocher), Freloux, Noville, Roloux i Voroux-Goreux.

## Alcaldes
| Eleccions  | Burgmetre                | Resultats                     |
| 10-10-1976 | François Thomas (PS)     | 6 PS >< 5 Interessos Comunals |
| 10-10-1982 | François Thomas (PS)     | 8 PS >< 3 Entesa Comunal      |
| 09-10-1988 | François Thomas (PS)     | 8 PS >< 3 Entesa Comunal      |
| 09-10-1994 | François Thomas (PS)     | 6 PS >< 5 Entesa Comunal      |
| 23-09-1998 | Francine Abeels (PS)     |                               |
| 08-10-2000 | Jean-Marie Colette (NEC) | 5 NEC i 1 OPA >< 5 PS         |
| 08-10-2006 | Henri Christophe (MR)    | 6 MR i 5 CDH >< 1 PS i 1 PC   |

## Galeria d'imatges

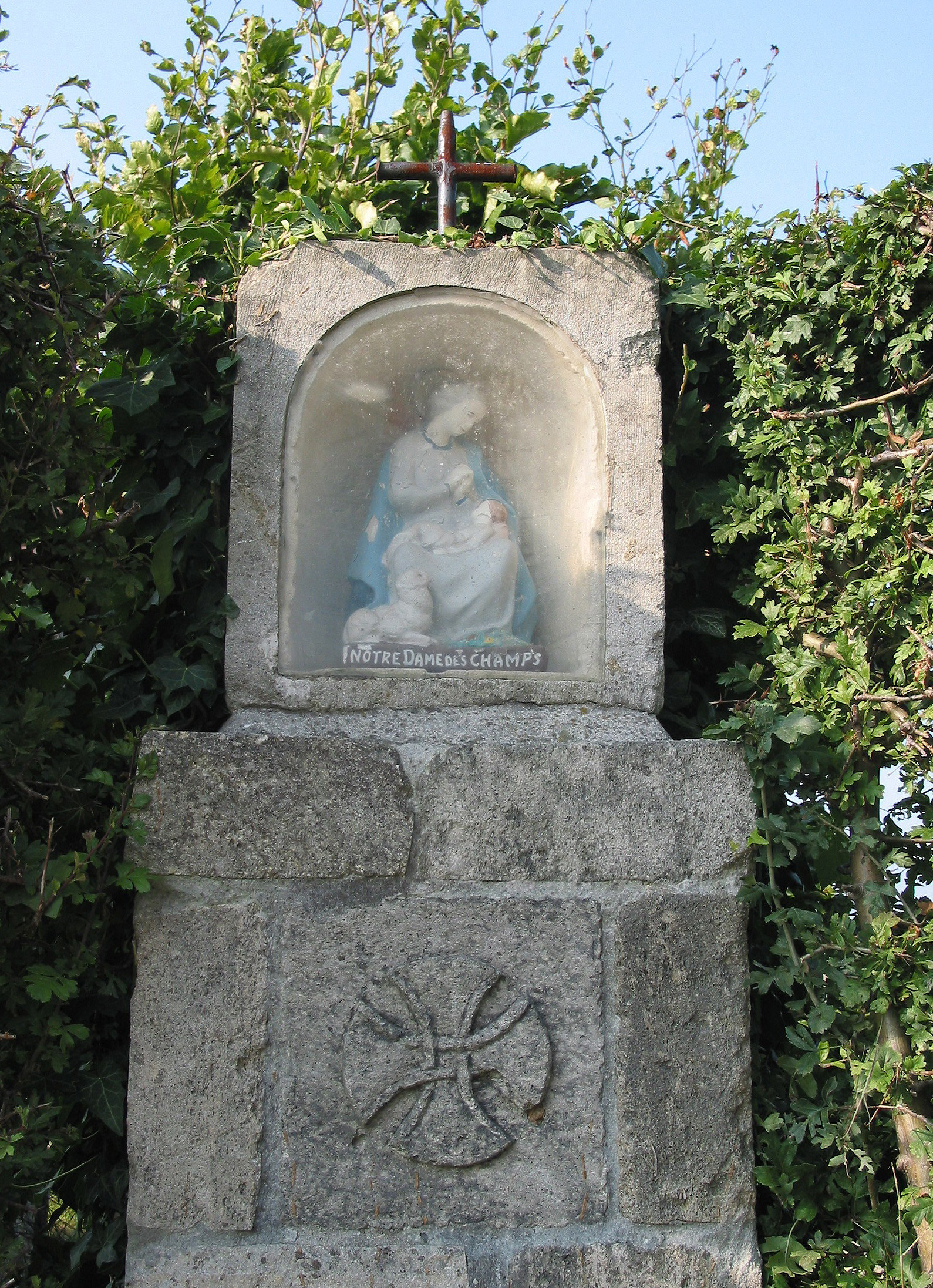
Oratori
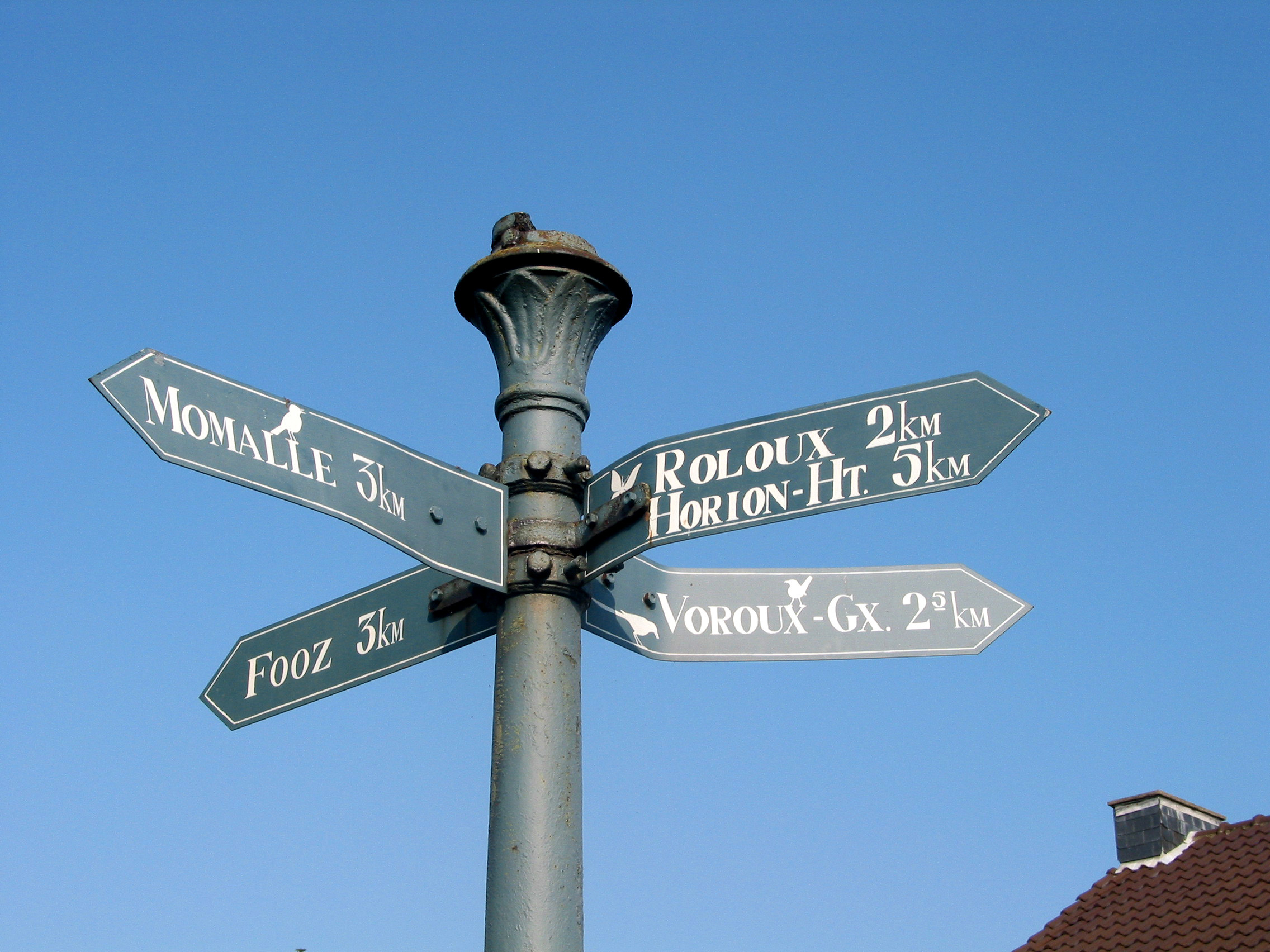
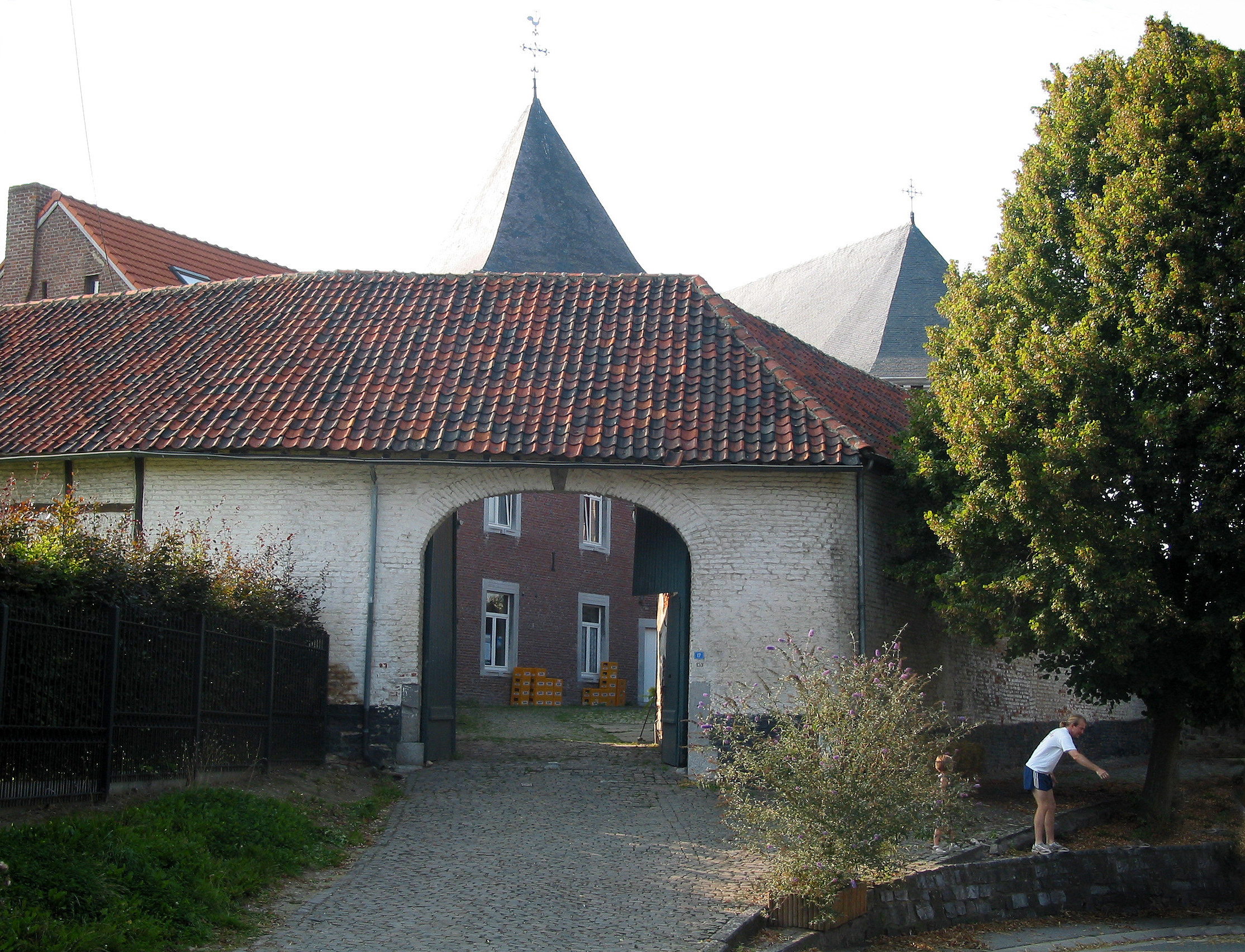
Presbiteri
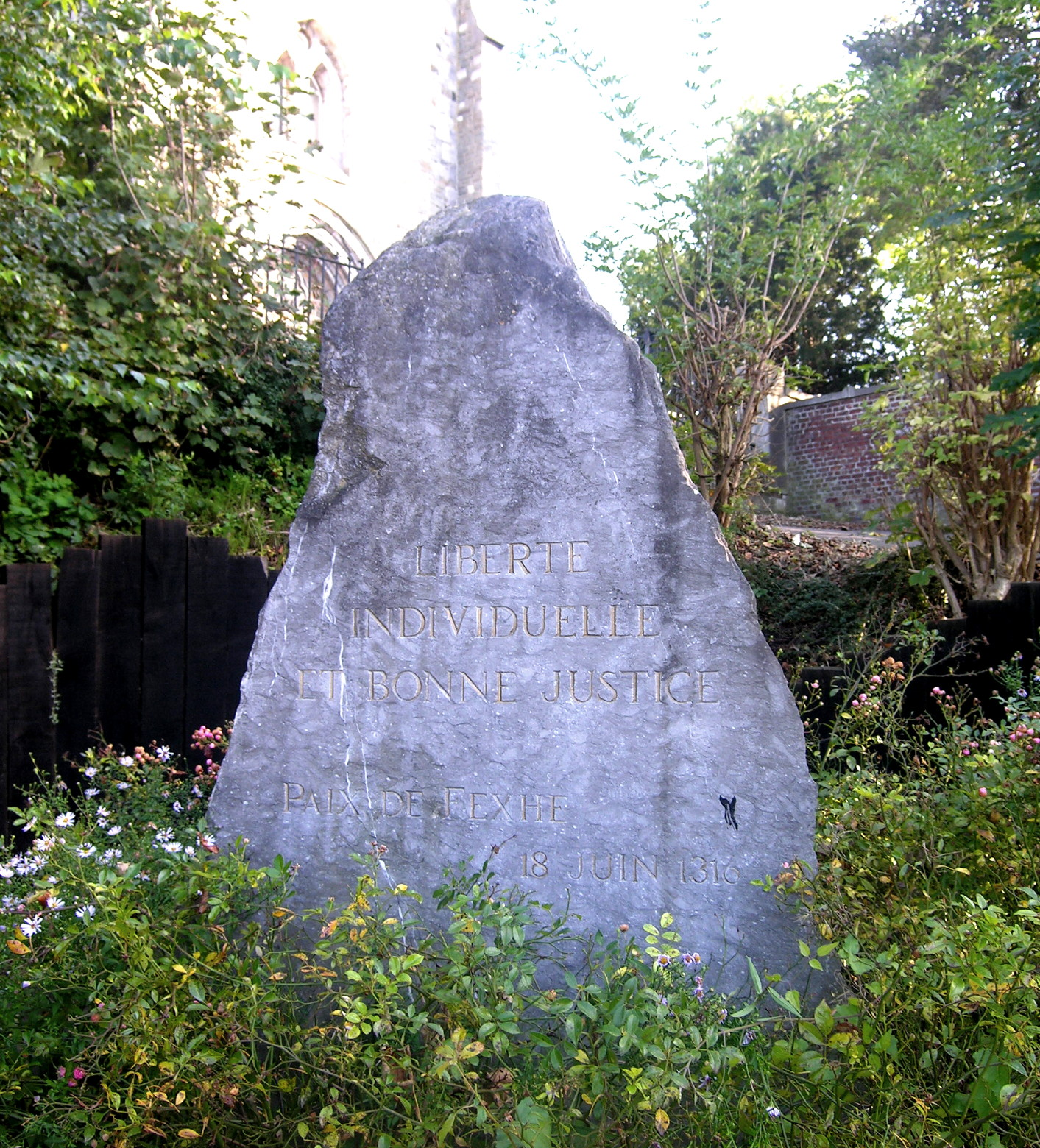
Pedra commemorativa de la Pau de Fexhe (1316)